# My Phoenicis
My Phoenicis (μ Phoenicis, förkortat My Phe, μ Phe)  som är stjärnans Bayerbeteckning, är en ensam stjärna belägen i den mellersta delen av stjärnbilden Fenix. Den har en skenbar magnitud på 4,59 och är synlig för blotta ögat där ljusföroreningar ej förekommer. Baserat på parallaxmätning inom Hipparcosuppdraget på ca 13,3 mas, beräknas den befinna sig på ett avstånd på ca 246 ljusår (ca 75 parsek) från solen. 

## Egenskaper
My Phoenicis är en gul till vit jättestjärna av spektralklass G8 III. Den har en radie som är ca 11,1 gånger större än solens och utsänder från dess fotosfär ca 96 gånger mera energi än solen vid en effektiv temperatur på ca 4 900 K.